# Спартак (мини-футбольный клуб)
МФК «Спартак» — российский мини-футбольный клуб из Москвы (в 2008 — из Рузы), существовавший в 1992—2008 годах и воссозданный в 2013, расформированный в 2022. Чемпион России сезона 2000/01, 2-кратный обладатель Кубка России и обладатель Суперкубка России.

## Названия
| в 1992 | в 1992  | Минкассация (Москва)    |
| с 1993 | по 1998 | Минкас (Москва)         |
| в 1999 | в 1999  | Спартак-Минкас (Москва) |
| с 2000 | по 2008 | Спартак (Москва)        |
| в 2008 | в 2008  | Спартак (Руза)          |
| с 2013 | с 2013  | Спартак (Москва)        |

## История

### Россия
В 1993 году директором ФСК «Спартаковец» и заместителем председателя МГФСО «Спартак» Паламарчуком Владимиром Владимировичем была создана школа и команда по мини-футболу «Спартак-Москва». Далее Паламарчуком В. В. и тренерским составом отделения в лице: Баркина Алексея Анатольевича и Баркина Андрея Анатольевича было принято решение попробовать силы в Первенстве России среди команд Первой лиги, которая приняла участие в турнире при поддержке газеты «Аргументы и Факты»., а позднее к ней присоединилась управа района Перово. В 1999 году из-за финансовых проблем команда прекратила свое существование, после чего, на президиуме РФСО «Спартак», название нашей команды перешло команде «Минкас», под руководством Е.С.Ловчева.
В 1999 году на базе «Минкаса» был создан мини-футбольный клуб «Спартак». Его президентом стал Евгений Ловчев, который остался и главным тренером клуба. В сезоне 1999—2000 «Спартак» выиграл серебряные медали, уступив только «Дине», но через год ему удалось прервать многолетнюю гегемонию восьмикратных чемпионов России — красно-белые стали вторым клубом, выигравшим чемпионат России по мини-футболу. В сезоне 2001—2002 спартаковцы стали только третьими, зато выиграли кубок России, обыграв в финале всё ту же «Дину». Эти две победы позволили «Спартаку» стать единственным участником каждого из двух матчей за суперкубок России: в 2001 году они уступили «ГКИ-Газпрому», а в 2003 году выиграли трофей, обыграв московское «Динамо».
После 2002 года красно-белые больше не попадали в тройку сильнейших. А в 2007 году «Спартак» из-за финансовых проблем был вынужден заявиться в Высшую лигу, второй дивизион в структуре российского мини-футбола. Не проиграв в сезоне 2007—2008 ни одного матча, он вернулся в Суперлигу, однако сменив прописку — теперь клуб представлял Рузу из Московской области. Однако и там клубу вскоре было отказано в финансировании, и в конце 2008 года он прекратил существование. Поскольку «Спартак» не доиграл первый круг до конца, ни один матч с его участием не остался зачтённым.

### Возрождение
На официальном сайте команды указано, что в апреле 2013 года клуб был возрождён, а его история отсчитывается с 1992 года. Однако в газете «Спорт-Экспресс» отмечается, что новый клуб не имеет никакого отношения к клубу, существовавшему в 1992—2008 годах.
В сезоне 2013/14 «Спартак» выступал в Высшей лиге и Кубке России. В регулярном чемпионате одержал 19 побед и 4 раза сыграл вничью в 30 играх, что позволило занять 2 место и выйти в плей-офф. В финале «Спартака» победил «Ямал» из Нового Уренгоя дома 7:4 и на выезде 11:3. Клуб завоевал золото высшей лиги и оформил путёвку в Cуперлигу. В Кубке России «Спартак» начал борьбу с группового этапа, где победил «Ишим-Тюмень-2» 5:4 и новороссийский «Аквамарин» 6:2, но проиграв нижегородскому клубу «Футбол-хоккей НН» 3:4, занял 2 место в группе.
В сезоне 2014/15 «Спартак» в регулярном чемпионате одержал 10 побед, 4 раза сыграл вничью в 39 матчах, занял 12 место и не вышел в плей-офф. В Кубке России «Спартак» в 1/8 финала уступил клубу «Новая генерация» — 4:4 дома и 2:4 на выезде.
В сезоне 2015/16 «Спартак» выступал в высшей лиге. В регулярном чемпионате конференции «Запад» одержал 18 побед, 2 раза сыграл вничью в 20 матчах, занял 1 место и вышел в финальный этап, где в группе обыграл клубы «АЛГА-Башнефть» Уфа 7:5 и астраханский «Хазар» 10:1. В полуфинале по пенальти проиграл клубу «Ишим-Тюмень-2» 5:5 (1:3). В матче за третье место обыграл клуб «Алмаз-АЛРОСА» Мирный 8:6.
В сезоне 2016/17 в регулярном чемпионате конференции «Запад» «Спартак» одержал 20 побед, 1 сыграл вничью в 24 матчах и занял 1 место. В финальном этапе в группе обыграл «Политех» 3:1, «Факел» Сургут 3:2 и «Ямал» 6:1. В полуфинале проиграл «КПРФ-д» 1:2. В матче за 3 место «Спартак» разгромил смоленский «Автодор» 9:4. В Кубке России «Спартак» начал борьбу с предварительного раунда. Обыграв «КПРФ-д» 8:3, «Крепость» 14:0 и «Автодор» 5:4, «Спартак» занял 1 место в группе и вышел в главный турнир, где победил иркутский «Ираэро» 2:0, рязанский «Элекс-Фаворит» 5:1 и уступил «Алмазу-АЛРОСА» 2:3. В 1/8 финала проиграл «Газпрому-Югре» 2:7 и 3:8.
В сезоне 2017/18 в регулярном чемпионате Конференции «Запад» «Спартак» одержал 19 побед, 3 раза сыграл вничью в 26 матчах и занял 3 место. В 1/4 финала проиграл «Зику» 4:2, 2:5. В Кубке России «Спартак» начал борьбу с 1 этапа. Обыграв московские «Динамо» 4:2 и «Мосполитех» 9:1, занял 1 место в группе. Во 2 этапе обыграл «Алмаз-АЛРОСА» 4:3, нижегородский «Оргхим» 6:1 и иркутский «Ираэро» 3:0. В 1/8 финала проиграл «Сибиряку» 3:5, 5:10.

### Еврокубки
Победа в чемпионате России 2000—01 позволила красно-белым взять старт в самом первом розыгрыше Кубка УЕФА по мини-футболу. В отборочном раунде «Спартак» попал в группу, состоящую только из трёх команд — его соперниками стали польский «Клеарекс» и словацкий «Програм». Уступив полякам (4:5) и выиграв у словаков (4:3), москвичи не сумели пройти в следующий раунд турнира.

## Выступления в чемпионатах России

### До 1999 года
| Сезон     | Лига             | Занятое место |
| --------- | ---------------- | ------------- |
| 1992/1993 | Первая Лига (II) | 1             |
| 1993/1994 | Высшая лига (I)  | 5             |
| 1994/1995 | Высшая Лига (I)  | 2             |
| 1995/1996 | Высшая лига (I)  | 4             |
| 1996/1997 | Высшая лига (I)  | 9             |
| 1997-1998 | Высшая лига (I)  | 7             |
| 1998/1999 | Высшая лига (I)  | 3             |

### После 1999 года

Спартак — обладатель Суперкубка 2003

| Сезон     | Лига             | Занятое Место                                              |
| --------- | ---------------- | ---------------------------------------------------------- |
| 1999/2000 | Высшая лига (I)  | 2                                                          |
| 2000/2001 | Высшая лига (I)  | 1                                                          |
| 2001/2002 | Высшая лига (I)  | 3 место (4 место в регулярном чемпионате)                  |
| 2002/2003 | Высшая лига (I)  | 4 место (3 место в регулярном чемпионате)                  |
| 2003/2004 | Суперлига (I)    | 4                                                          |
| 2004/2005 | Суперлига (I)    | 9                                                          |
| 2005/2006 | Суперлига (I)    | 5                                                          |
| 2006/2007 | Суперлига (I)    | 9 ( финансовые проблемы)                                   |
| 2007/2008 | Высшая лига (II) | 1 место (1 место в регулярном чемпионате)                  |
| 2008/2009 | Суперлига (I)    | снялся                                                     |
| 2013/2014 | Высшая Лига (II) | 1 место (2 место в регулярном чемпионате)                  |
| 2014/2015 | Суперлига (I)    | 12 ( финансовые проблемы)                                  |
| 2015/2016 | Высшая лига (II) | 3 место (1 место в регулярном чемпионате)                  |
| 2016/2017 | Высшая лига (II) | 3 место (1 место в регулярном чемпионате)                  |
| 2017/2018 | Высшая лига (II) | 1/4 финала (3 место в регулярном чемпионате)               |
| 2018/2019 | Высшая лига (II) | 1/4 финала (4 место в регулярном чемпионате)               |
| 2019/2020 | Высшая лига (II) | снялся                                                     |
| 2020/2021 | Высшая лига (II) | 3 место (6 место в регулярном чемпионате)                  |
| 2021/2022 | Высшая лига (II) | 1/8 финала (3 место в регулярном чемпионате, зона «Запад») |
| 2022/2023 | Высшая лига (II) | снялся                                                     |

## Достижения

### До 1999 года
- Серебро Чемпионата России по мини-футболу: 1995
- Бронза Чемпионата России по мини-футболу: 1999
- Обладатель Кубка России по мини-футболу: 1994
- Финалист Кубка России по мини-футболу: 1999
- Обладатель Кубка Высшей лиги по мини-футболу: 1994
- Чемпион Первой лиги по мини-футболу: 1993

### После 1999 года
- Чемпион России по мини-футболу: 2001
- Серебро Чемпионата России по мини-футболу: 2000
- Бронза Чемпионата России по мини-футболу: 2002
- Обладатель Кубка России по мини-футболу: 2002
- Обладатель Суперкубка России по мини-футболу: 2003
- Финалист Суперкубка России по мини-футболу: 2001
- Чемпион Высшей лиги по мини-футболу: 2008, 2014
- Бронза Высшей лиги по мини-футболу: 2016, 2017, 2021